# 5783 (année hébraïque)
5783 (hébreu : ה'תשפ"ג , abbr. : תשפ"ג) est une année hébraïque qui a commencé à la veille au soir du 26 septembre 2022 et s'est finie le 15 septembre 2023. Cette année a compté 355 jours. Ce fut une année simple dans le cycle métonique, avec un seul mois de Adar. Ce fut la première année depuis la dernière année de chemitta.
En l'an 5783, l'État d'Israël a fêté ses 75 ans d'indépendance.

## Calendrier
Ce calendrier hébraïque de l'année 5783 donne les correspondances avec les dates du calendrier grégorien.
Le premier nombre dans chaque case correspond au jour du mois hébraïque. Les jours en couleurs sont des jours remarquables juifs ou israéliens.
| ◄◄ | 5783 | ►► |

## Événements
- Attentat d'Istanbul de 2022
- Attentat du 15 novembre 2022 à Ariel
- Attentat du 27 janvier 2023 à Jérusalem

## Décès
- Dina Merhav
- Hannah Goslar
- Shalom Rosenberg
- Gershon Edelstein

5778 - 5779 - 5780 - 5781 - 5782 - 5783 - 5784 - 5785 - 5786 - 5787 - 5788